# اینو کتتونن
اینو کتتونن (انگلیسی: Eino Kettunen) (۱۳ مه ۱۸۹۴–۱۵ اوت ۱۹۶۴) آهنگساز و غزل‌سرای اهل منطقه تاریخی کارلیا در فنلاند بود.

## ایوان پولکا
محبوب‌ترین قطعه موسیقایی او ایوان پولکا (Savo Finnish for Ieva's Polka: به گویش اصیل فنلاندی منطقه ساونیا: ایواس پولکا) نام دارد که شهرتی تاریخی و جهانی دارااست. این آهنگ با گویش بسیار سخت و تاریخی مردم کارلیای شمالی و ساونیای شرقی فنلاند خوانده می‌شود. ابتدای ترانه به پسر جوانی اشاره می‌کند که دوستدار دختری به نام ایوا (در گویش اصیل فنلاندی اوا معادل گویش ایو در زبان انگلیسی به معنای حوا) است. دختری که دوست دارد با این آواز پولکا برقصد و سرآخر بی‌خبر از مادرش، به همراه جوان راهی می‌شود. یک نکته مهم دربارهٔ پیشینه این آهنگ بحث سنتی و تاریخی بودن آن است. این مطلب برای مردم کشورهای نوردیک حل شده‌است که این آواز سنتی عمر درازی ندارد اما عمده علاقمندان به این آواز غالباً به اشتباه تصور دارند که ایوان پولکا دارای پیشینه بسیار بسیار قدیمی است در حالیکه هنوز حق نشر برای اینو کتتونن دارای اعتبار است.

## گزیده ترانه‌شناسی
- شب در ویبورگ (به گویش ساوونیای جنوبی: چنین است ویبورگ) ۱۹۲۹
- رز وحشی ۱۹۲۹
- ایوان پولکا ۱۹۳۷
- یائنسون اللی ۱۹۵۳[۱]